# Grand Vallat (Arc)
Pour les articles homonymes, voir Grand Vallat.

## Présentation
Le grand Vallat est un ruisseau de 15,2 km de long. Son nom vient de Valla qui signifie 'ruisseau' en provençal. Vers sa confluence, on trouve aussi le Vallat des Marseillais ainsi que le Malvallat sur l'autre rive. Grand signifie que le débit est maintenu même en été sec.
Ce ruisseau ne doit pas être confondu avec ses nombreux homonymes dont la rivière passant par Meyrargues et Venelles, celle de Fuveau.
Il prend sa source dans la forêt des Putis, à côté d'un de ses affluents à Simiane-Collongue et se jette dans l'Arc au lieu-dit Saint-Pons peu avant le fameux pont.
Il draine tout le bassin de Simiane, l'ouest de celui de Bouc Bel Air, celui de Cabriès (hors Arbois) la Duranne et le pôle des Milles ou il borde celui du Vallat de Cauvet à l'est.

## Communes traversées
- Aix-en-Provence
- Bouc-Bel-Air
- Cabriès
- Gardanne
- Simiane-Collongue